# Laubental
Das Laubental ist ein langgestrecktes Trockental im mittelfränkischen Landkreis Weißenburg-Gunzenhausen. Es stellt ein Seitental des Altmühltals dar.

## Geographie
Das Laubental beginnt an seiner nördlichsten Stelle südöstlich von Oberhochstatt und südwestlich von Burgsalach am Rand einer Hochfläche der Weißenburger Alb, einem Hohenzug der Fränkischen Alb. In der Nähe befindet sich das Kleinkastell „In der Harlach“. Das unbewaldete Tal zieht sich in südliche Richtung und bildet die Grenze zwischen dem Weißenburger Stadtwald im Westen und den Wäldern Wildhau und Raitenbucher Forst im Osten. Oberhalb der Talhänge verlaufen die Grenzen zwischen der Großen Kreisstadt Weißenburg in Bayern und den Gemeinden Burgsalach und Raitenbuch. Auf einer Höhe von 482 m ü. NHN entspringt im Tal die Schambach, ein wasserreicher linker Zufluss der Altmühl.
Nördlich von Rothenstein knickt das Tal nach Westen um. Beim gleichnamigen Forsthaus Laubenthal kreuzt die Bundesstraße 13 das Tal. Unweit befindet sich das Naturschutzgebiet Laubenbuch und mehrere Steinbrüche des Treuchtlinger Marmors. Von der Bundesstraße zweigt die Kreisstraße WUG 36 ab, die parallel zur Schambach durch das Laubental führt.
Anschließend erreicht das Tal die Ortschaft Suffersheim sowie die Einöden Potschmühle, Hammermühle, Flemmühle und Obere Papiermühle. Oberhalb des Tals liegen auf der Nordseite Haardt, Heuberg und Bonhof, auf der Südseite die Pappenheimer Gemeindeteile Neudorf, Geislohe und Osterdorf. Beim Ort Schambach, unterhalb der Osterdorfer Löcher, mündet das Tal in die breite Talaue der Altmühl. Unweit befindet sich dort der Nagelberg, auf der anderen Talseite liegen Treuchtlingen und die beiden Doppelgipfel Patrich und Viersteinberg, die Ausläufer des Hahnenkamms sind.
Durch das Tal führen etliche Wander- und Radwanderwege; in der Antike durchquerte eine Römerstraße den Nordteil des Tals. Das Laubental liegt inmitten des Naturparks Altmühltal in einem Landschaftsschutzgebiet. Teile des Tals sind als Fauna-Flora-Habitat ausgewiesen. Das Tal hat mehrere Seitentäler, darunter das Heuberger Tal.